# 엘레나 이그네스
엘레나 이그네스(Helena Ignez, 1942년 5월 23일 ~ )는 브라질의 배우이다.

## 출연 작품
- 어글리, 미? (2013)
- 파워 오브 어펙션 (2013)
- 라이트 인 다크니스: 더 리턴 오브 레드 라이트 밴디트 (2010)
- 레드 라이트 밴디트 (1968)